# Region kościelny Toskania
Region kościelny Toskania – jeden z szesnastu regionów kościelnych, na które dzieli się Kościół katolicki we Włoszech. Obejmuje swym zasięgiem świecki region Toskania.

## Podział
- Archidiecezja Florencji
  - Diecezja Arezzo-Cortona-Sansepolcro
  - Diecezja Fiesole
  - Diecezja Pistoia
  - Diecezja Prato
  - Diecezja San Miniato

- Archidiecezja Pizy
  - Diecezja Livorno
  - Diecezja Massa Carrara-Pontremoli
  - Diecezja Pescia
  - Diecezja Volterra

- Archidiecezja Siena-Colle di Val d’Elsa-Montalcino
  - Diecezja Grosseto
  - Diecezja Massa Marittima-Piombino
  - Diecezja Montepulciano-Chiusi-Pienza
  - Diecezja Pitigliano-Sovana-Orbetello

- Archidiecezja Lukki

- Opactwo terytorialne Monte Oliveto Maggiore

## Dane statystyczne
Powierzchnia w km²: 22.488

Liczba mieszkańców: 3.721.625

Liczba parafii: 2.449

Liczba księży diecezjalnych: 1.944

Liczba księży zakonnych: 838

Liczba diakonów stałych: 285

## Konferencja Episkopatu Toskanii
- Przewodniczący: kard. Giuseppe Betori – arcybiskup Florencji
- Wiceprzewodniczący: abp Giovanni Paolo Benotto – arcybiskup Pizy
- Sekretarz generalny: bp Fausto Tardelli – biskup Pistoi